# João Pinto de Magalhães
João Evangelista Pinto de Magalhães (Almacave (Lamego), 24 de novembro de 1858 — 1939) foi um oficial general do Exército Português que exerceu as funções de Ministro da Guerra do 33.º governo republicano, o governo outubrista presidido por Carlos Maia Pinto, em funções de 14 de novembro a 16 de dezembro de 1921. Pertencia à Maçonaria desde 1893, tendo aderido à dissidência do Grémio Luso-Escocês de 1914, mas aceitou a dissolução das maçonarias em 1935, quando era soberano grande comendador da dissidência.

## Biografia
Nasceu em Almacave de Lamego, filho de Evaristo Eleutério Pinto de Magalhães e de Carlota Joaquina de Magalhães.